# 郷戸駅
郷戸駅（ごうどえき）は、福島県河沼郡柳津町大字郷戸字百苅丙（ひゃくがりへい）にある、東日本旅客鉄道（JR東日本）只見線の駅である。

## 歴史
- 1941年（昭和16年）10月28日：開業[1][2]。旅客と荷物を取り扱い[2]。
- 1971年（昭和46年）8月29日：荷物の取り扱いを廃止[3]。駅無人化[4]。
- 1987年（昭和62年）4月1日：国鉄分割民営化により、 東日本旅客鉄道（JR東日本）の駅となる[2][5]。

## 駅構造
単式ホーム1面1線を有する地上駅で、会津若松駅が管理する無人駅である。小さなカプセル型の待合所が建てられている。

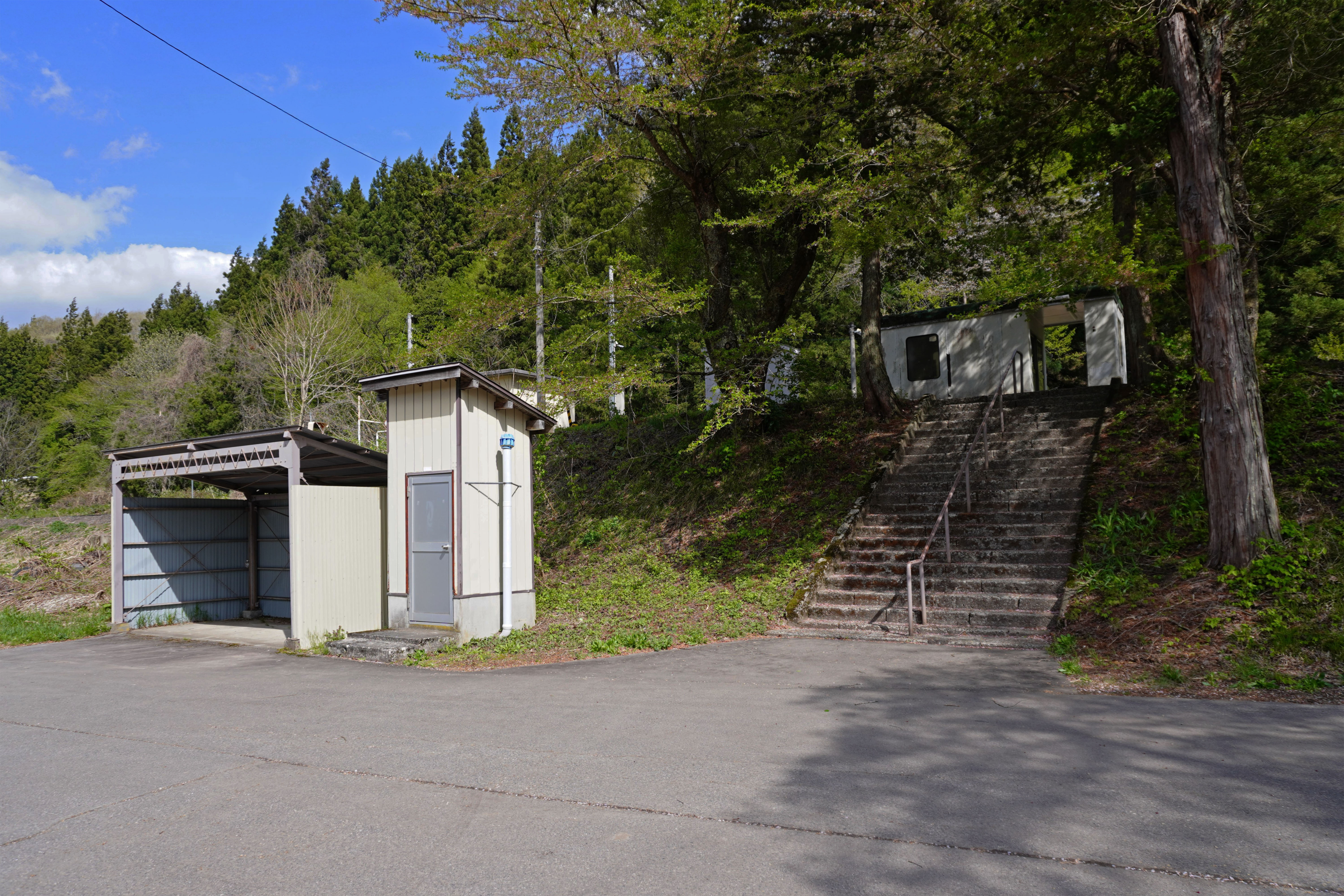
駅出入口（2023年4月）
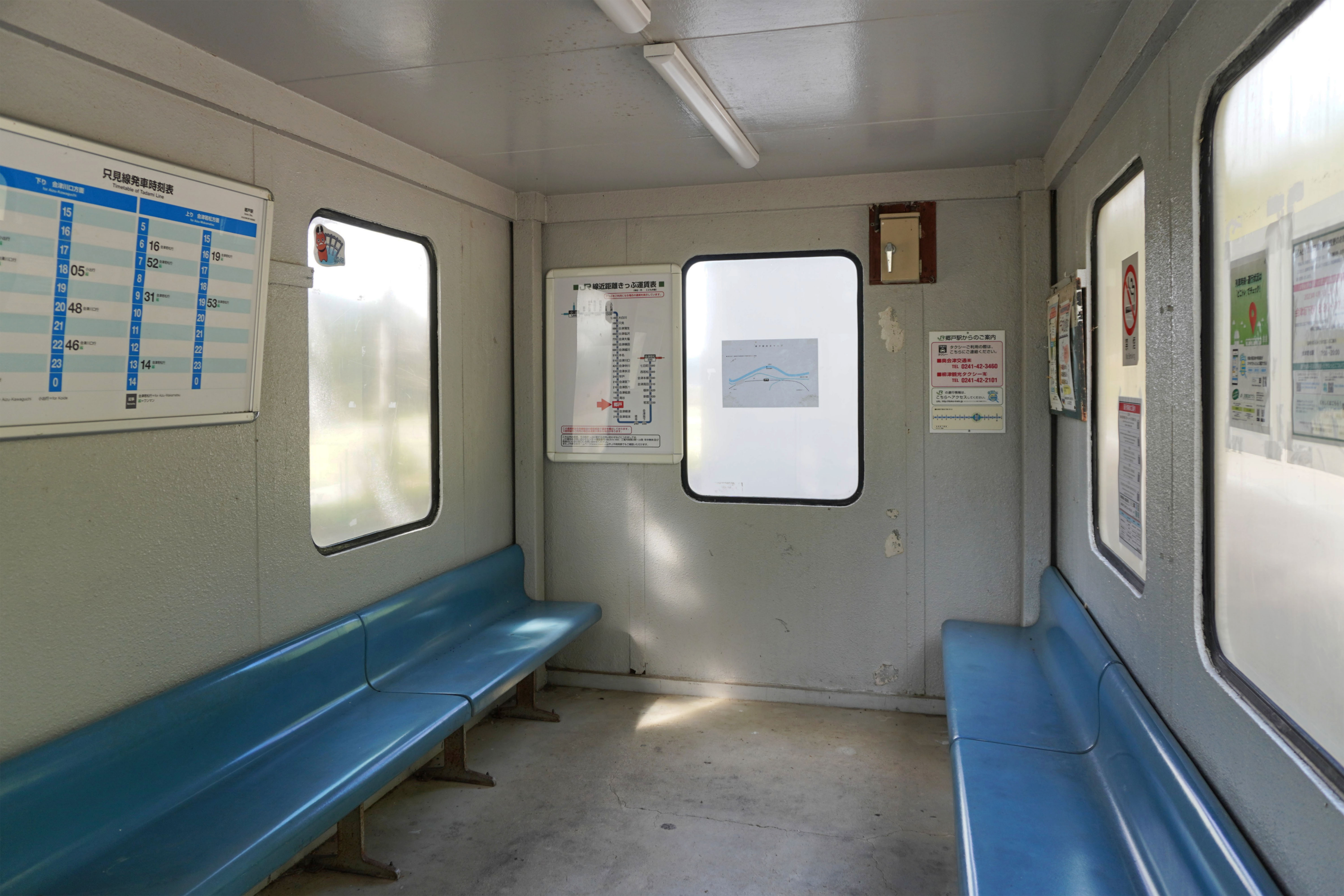
待合室（2023年4月）
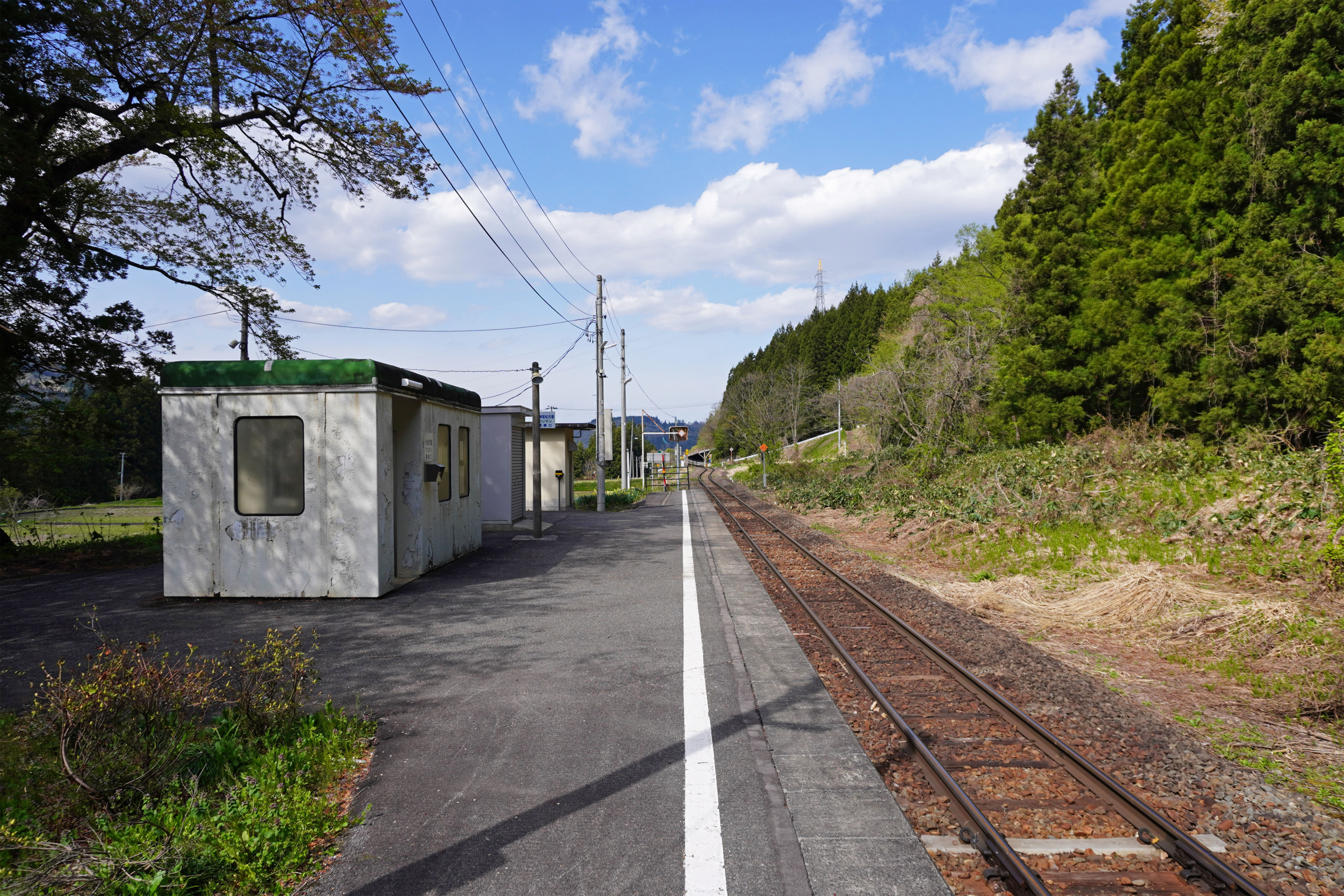
ホーム（2023年4月）

## 利用状況
「福島県統計年鑑」によると、2000年度（平成12年度）- 2004年度（平成16年度）の1日平均乗車人員の推移は以下のとおりであった。
| 乗車人員推移       | 乗車人員推移     | 乗車人員推移 |
| 年度               | 1日平均 乗車人員 | 出典         |
| ------------------ | ---------------- | ------------ |
| 2000年（平成12年） | 27               | [ 6 ]        |
| 2001年（平成13年） | 25               | [ 7 ]        |
| 2002年（平成14年） | 25               | [ 8 ]        |
| 2003年（平成15年） | 19               | [ 9 ]        |
| 2004年（平成16年） | 22               | [ 10 ]       |

## 駅周辺
当駅の西側で只見川に滝谷川が注いでいる。只見線の線路は当駅から滝谷駅までこの滝谷川をさかのぼる形で進路をとり、つぎに線路が只見川沿いに出るのは会津桧原駅附近となっている。
- 柳津ダム・柳津発電所
- 国道252号
- 福島県道226号会津郷戸停車場線

## 隣の駅
東日本旅客鉄道（JR東日本）
■只見線
会津柳津駅 - 郷戸駅 - 滝谷駅

### 「ごうど」と読む他の駅
- 神戸駅 - 群馬県みどり市にあるわたらせ渓谷鐵道わたらせ渓谷線の駅
- 顔戸駅 - 岐阜県可児郡御嵩町にある名鉄広見線の駅